# هنرييت أرندت
هنرييت أرندت (بالفرنسية: Henriette Arendt)‏ هي ضابطة شرطة ألمانية وفرنسية، ولدت في 11 نوفمبر 1874 في كونيغسبرغ في الإمبراطورية الروسية، وتوفيت في 22 أغسطس 1922 في ماينتس في ألمانيا.